# Слободской, Александр Кузьмич
Александр Кузьмич (Куселевич) Слободской (16 января 1894, Витебск — 1962, Ленинград) — советский театральный актёр, мастер художественного слова.

## Биография
Родился в Витебске и вырос в Вильне, в семье Куселя Эльяшевича (Кузьмы Ильича) Слободского и Сары (Соры-Ривы) Абрамовны Слободской, уроженцев Витебска. Учился в гимназии в Варшаве. 
Отец, став купцом первой гильдии, не ранее 1909 года перевёз семью из Вильно в Санкт-Петербург, где поселился на улице Гороховой, дом № 34.
Окончил Петроградское филармоническое училище и уже в 1914 году в одном из спектаклей училища сыграл главную роль Тартюфа в комедии Мольера. После окончания училища работал в Петрозаводске, в театре Ванемуйне в Юрьеве, в петроградском Литейном театре, II городском театре в Риге и в Смоленске, участвовал в программах театра Летучая мышь. Учился в студии К. С. Станиславского в Москве. 
В 1920-е годы — вновь в Петрозаводске, затем два сезона в Крымгосдрамтеатре в Симферополе.
С 1931 года работал в Государственном Большом драматическом театре в Ленинграде, где сыграл ряд ведущих ролей, затем в Ленинградском государственном театре имени Ленинского комсомола и в Театре Балтийского флота.
В конце 1930-х годов начал выступать с художественным словом на эстраде в Москве — читал произведения русской классической литературы, Шолом-Алейхема и некоторых современных авторов. Во время Великой Отечественной войны выступал в составе фронтовой бригады Ленинградского малого оперного театра. 
В 1957 году получил первую премию на Всесоюзном конкурсе мастеров художественного чтения.
Похоронен на Преображенском еврейском кладбище.

## Семья
- Первая жена — Елена Моисеевна Шпигельглас (1899—1970), была репрессирована и находилась в заключении.
  - Дочь — актриса Инна Слободская (в замужестве Шапиро)[6].
- Вторая жена — артистка эстрады Эльга Осиповна Покрасс[7].
- Двоюродная сестра — оперная певица Ода Абрамовна Слободская[1]. Сын двоюродного брата — сценарист Морис Слободской.